# Heřmaničky
Heřmaničky (Duits: Klein Herschmanitz of Kleinhermanitz) is een Tsjechische gemeente in de regio Midden-Bohemen en maakt deel uit van het district Benešov. Het dorp ligt op 13 kilometer afstand van Sedlčany en op 21 kilometer afstand van de stad Benešov.
Heřmaničky telt 755 inwoners (2024).

## Geografie
Heřmaničky ligt aan de Mastníkbeek.
De gemeente bestaat uit de volgende plaatsen:
- Heřmaničky;
- Číšťovice;
- Jiříkovec;
- Jíví;
- Karasova Lhota;
- Loudilka;
- Arnoštovice;
- Durdice;
- Jestřebice;
- Peklo;
- Velké Heřmanice;
- Dědkov;
- Křenovičky.

## Geschiedenis
De eerste schriftelijke vermelding van Heřmaničky dateert van het midden van de 13e eeuw, toen het dorp vermeld werd op een lijst met bezittingen van het nabijgelegen Arnoštovice. Heel Heřmaničky, met inbegrip van de omringende dorpen die hierboven genoemd staan - Jestřebice uitgezonderd - stond tot en met het midden van de 19e eeuw onder bestuur van Smilkov. Arnoštovice was tussen 1900 en 1979 een zelfstandige gemeente; per 1 januari 1980 ging de gemeente op in Heřmaničky. 
In 1960 werd Heřmaničky ingedeeld bij het district Benešov.

## Faciliteiten
Er is een brandweerkazerne in het dorp die tevens dienstdoet als postkantoor.

## Verkeer en vervoer

### Autowegen
Weg III/121, de hoofdweg tussen Votice en Milevsko, loopt door het dorp. De geplande snelweg D3 (in 2024 deels geopend) moet uiteindelijk op één kilometer afstand van het dorp komen te lopen.

### Spoorlijnen
Station Heřmaničky ligt ter hoogte van Číšťovice, aan spoorlijn 220 Praag - Tábor - České Budějovice.

### Buslijnen
De volgende buslijnen halteren in het dorp:
| Halte                              | Lijn(en) | Traject(en)                        | Vervoerder   |
| ---------------------------------- | -------- | ---------------------------------- | ------------ |
| Heřmaničky, Arnoštovice            | 451      | Votice - Borotín                   | CŠAD Benešov |
| Heřmaničky, Rozchod Arnoštovice    | 451      | Votice - Borotín                   | CŠAD Benešov |
| Heřmaničky, Březina                | 556      | Votice - Sedlčany                  | CŠAD Benešov |
| Heřmaničky, Jestřebice             | 451      | Votice - Borotín                   | CŠAD Benešov |
| Heřmaničky, Dědkov                 | 556      | Votice - Sedlčany                  | CŠAD Benešov |
| Heřmaničky, Rozchod Karasova Lhota | 556      | Votice - Sedlčany                  | CŠAD Benešov |
| Heřmaničky, Křenovičky             | 556      | Votice - Sedlčany                  | CŠAD Benešov |
| Heřmaničky, Loudilka               | 451      | Votice - Borotín                   | CŠAD Benešov |
| Heřmaničky, Rozchod Durdice        | 451 556  | Votice - Borotín Votice - Sedlčany | CŠAD Benešov |
| Heřmaničky, Velké Heřmanice        | 556      | Votice - Sedlčany                  | CŠAD Benešov |
| Heřmaničky, Žel. st.               | 451 556  | Votice - Borotín Votice - Sedlčany | CŠAD Benešov |

## Galerij

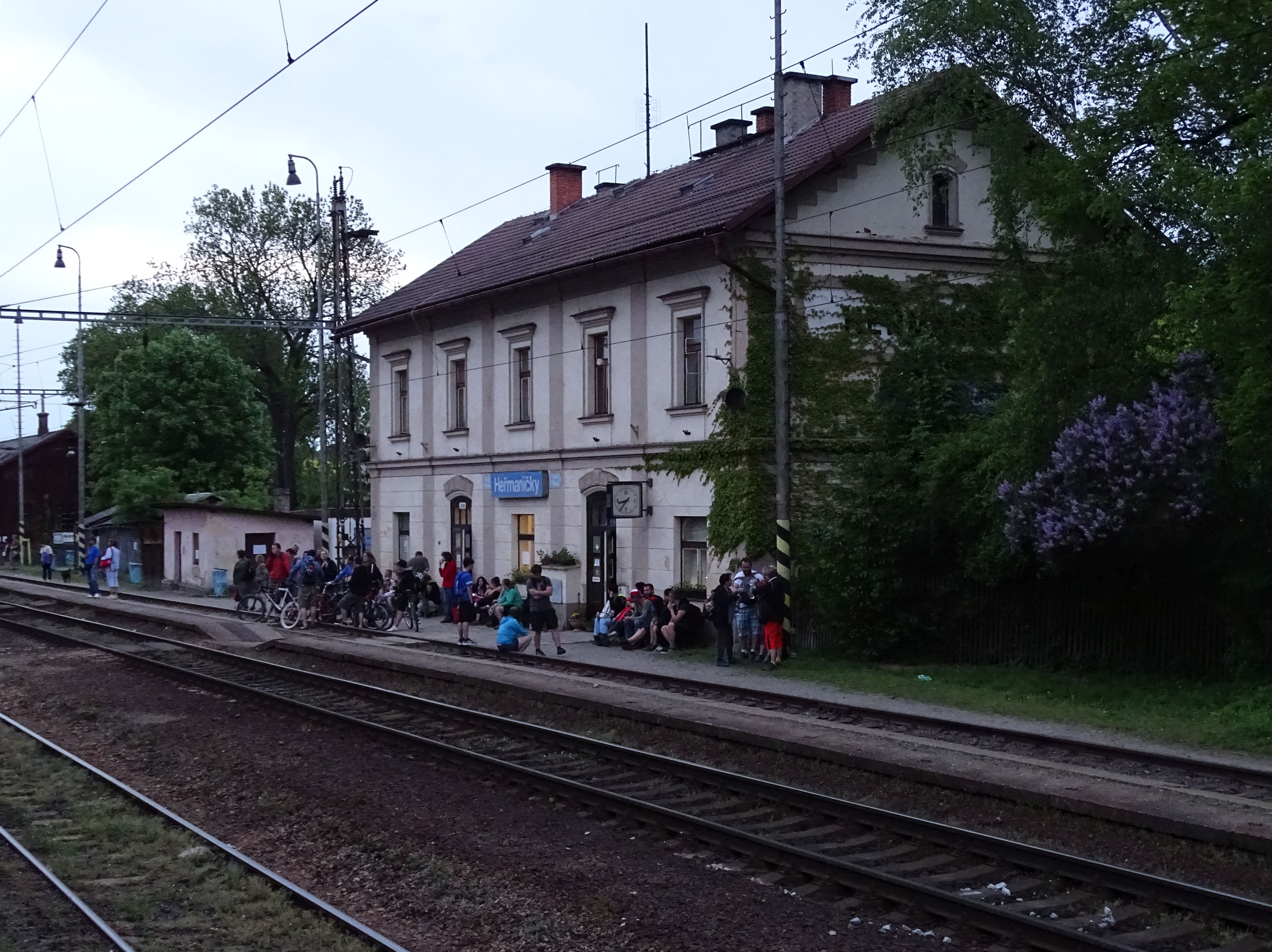
Voormalig station (2015)
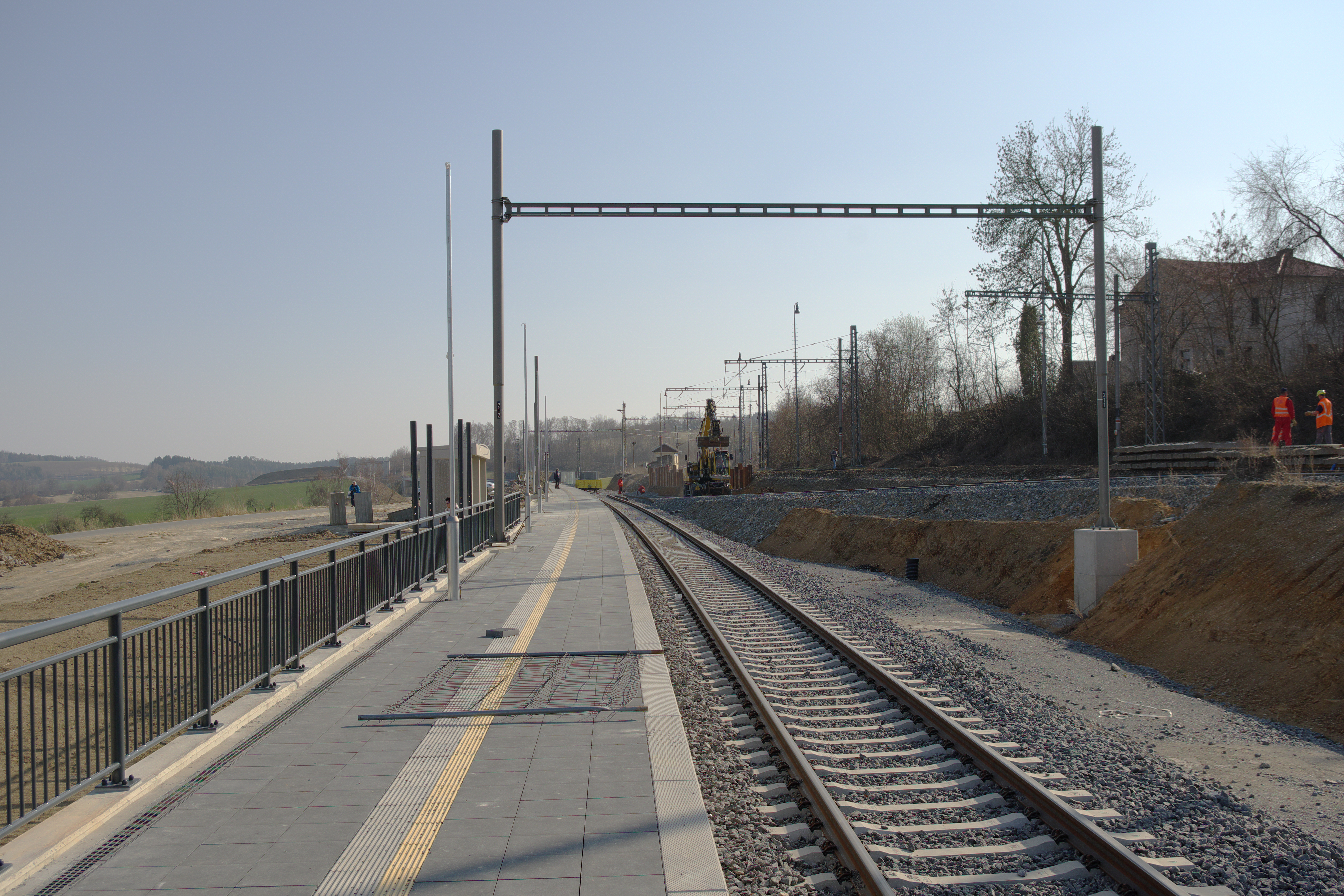
Station Heřmaničky (2022)
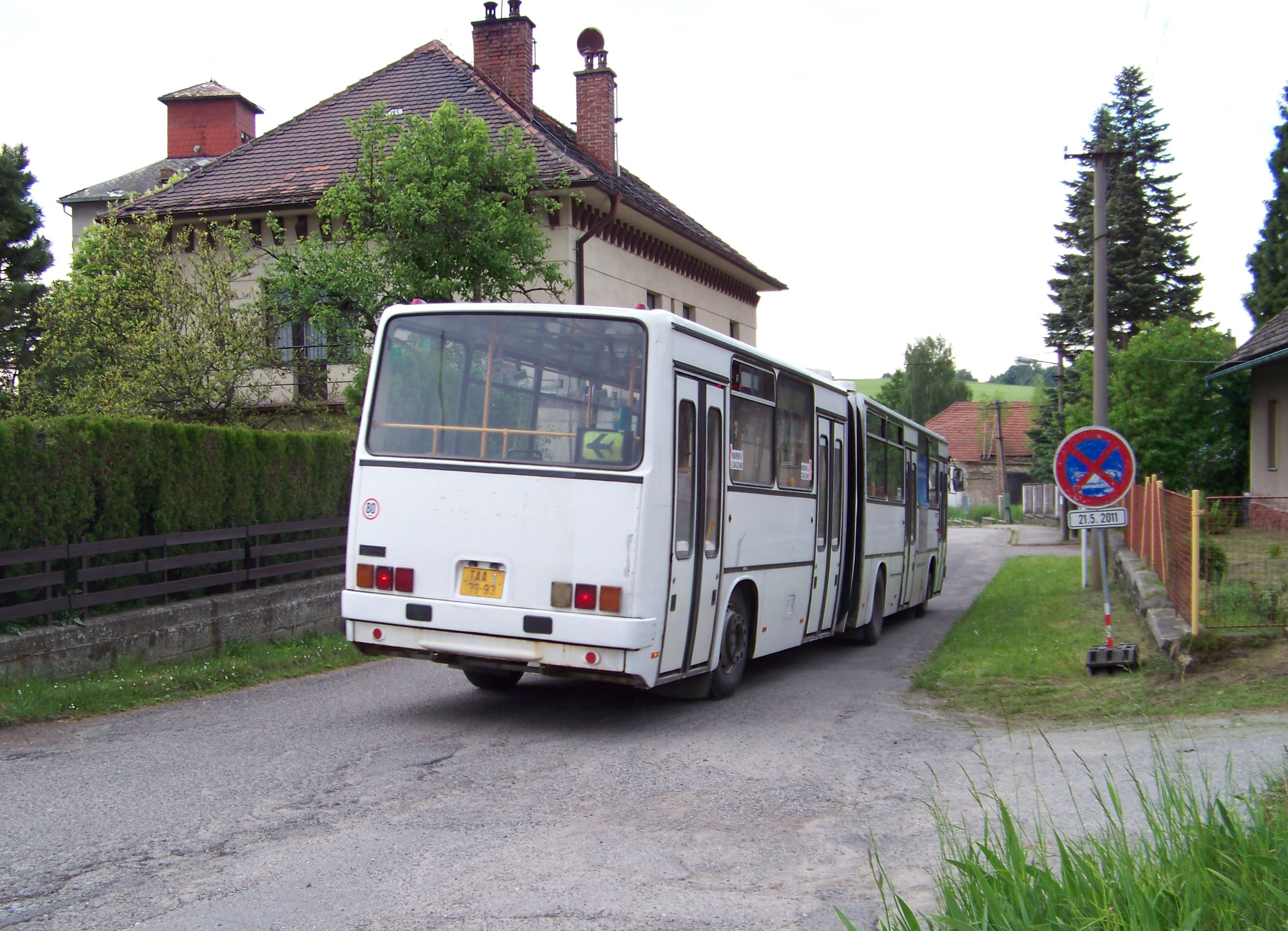
Bus in het dorp (2011)
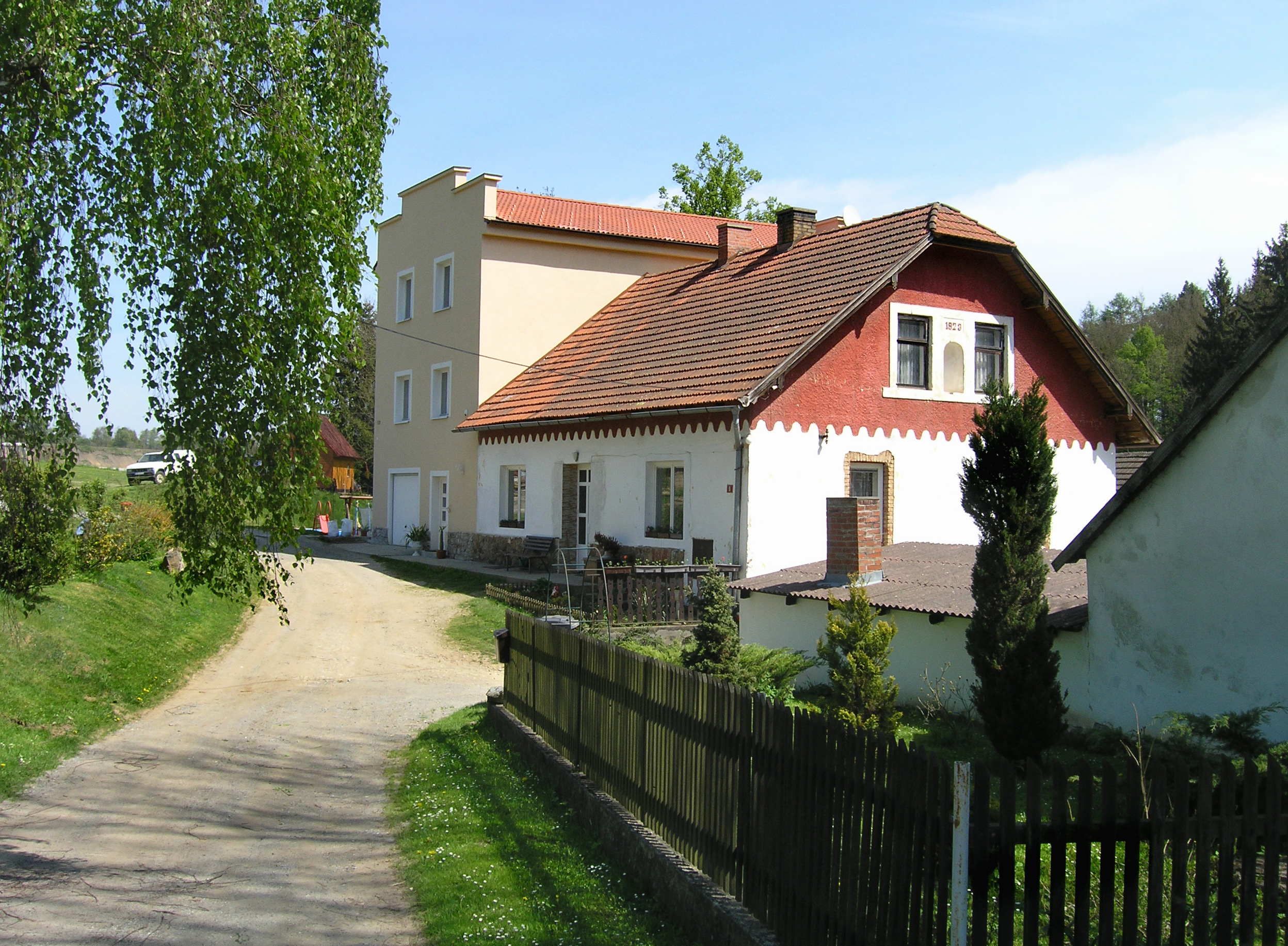
Hermitage (2011)
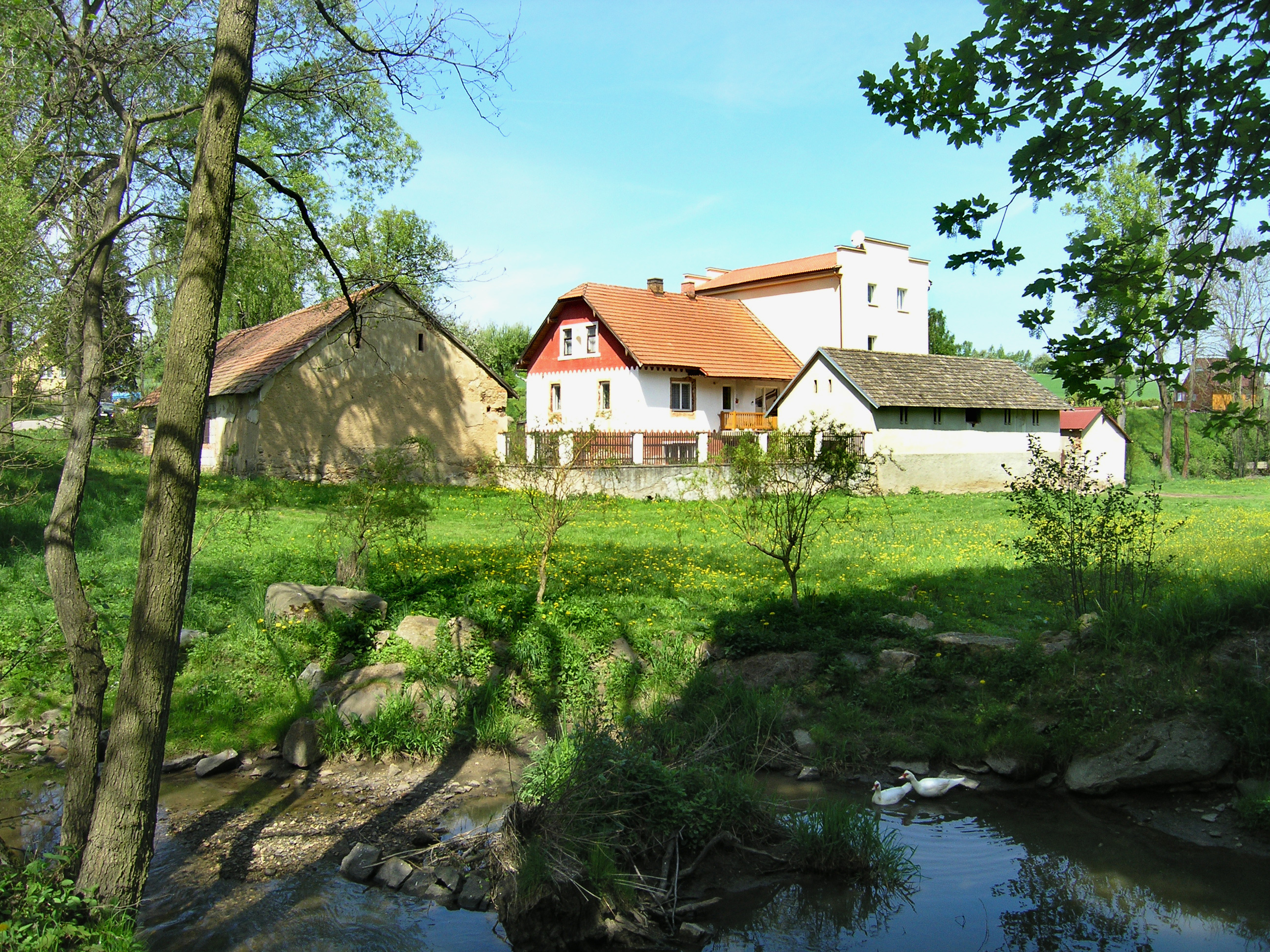
Mastníkbeek bij de hermitage (2011)
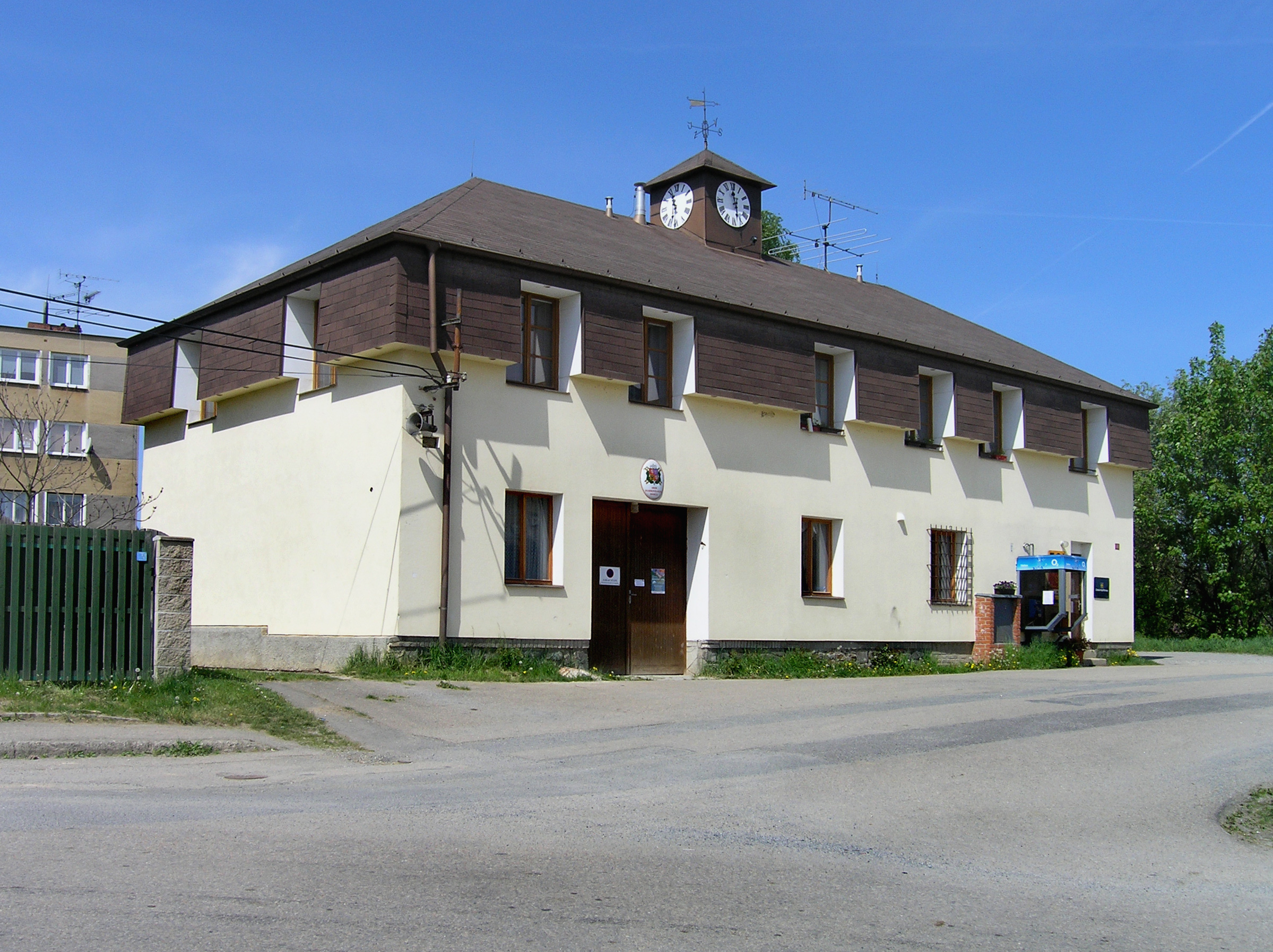
Brandweerkazerne annex postkantoor (2011)